# Cabrières-d'Avignon
Cabrières-d'Avignon è un comune francese di 1 890 abitanti situato nel dipartimento della Vaucluse della regione della Provenza-Alpi-Costa Azzurra.

## Storia

### Simboli
Lo stemma di Cabrières d'Avignon si blasona:
È un'arma parlante. La stella a sedici punte proviene dall'emblema dei sovrani di Baux.

## Società

### Evoluzione demografica
Abitanti censiti

## Cultura

### Musei
Il Museo della lavanda creato nel 1991 da Georges Lincelé. Al suo interno troviamo la storia dei produttori e distillatori di lavanda e circa 345 pezzi unici di lavanda.

## Amministrazione

### Gemellaggi
- Concise, dal 1994